# 이인복 (바이애슬론 선수)
이인복(李仁馥, 1984년 3월 30일 ~ )은 대한민국의 바이애슬론 선수이다. 밴쿠버에서 열린 2010년 동계 올림픽과 소치에서 열린 2014년 동계 올림픽에 대한민국 국가대표로 참가하였다.

## 경력
전라북도 무주군 출신으로 1998년에 바이애슬론에 입문했다. 무풍고등학교 재학 시절인 2004년에 대한민국 청소년 바이애슬론 국가대표로 발탁되어 슬로바키아의 오스르블리에에서 열린 세계 주니어 하계 바이애슬론 선수권 대회에 참가하여 집단 출발 6km 부문에서 10위를 기록했고, 6km 추적 부문에서 9위, 4km 스프린트에서 11위를 기록하였다. 2005년에는 바이애슬론 유로파컵에 데뷔했으며, 핀란드의 콘티올라티에서 열린 세계 주니어 선수권 대회에 대한민국 국가대표로 참가하여 남자 15km 개인전에서 67위, 남자 10km 스프린트에서 61위를 기록했다. 같은 해 10월에는 우즈베키스탄의 타슈켄트에서 열린 아시아 하계 선수권 대회에 참가하여 집단 출발 6km 부문에서 러시아의 드미트리 니카포로프의 뒤를 이어 2위를 기록했다. 2007년에는 이탈리아 볼차노현의 안톨츠안터젤바에서 열린 세계 바이애슬론 선수권 대회에 대한민국 국가대표로 참가하여 개인전 86위를 기록했다. 같은 해에 중화인민공화국 창춘에서 열린 동계 아시안 게임에 참가하여 남자 스프린트 10km 부문에서 11위, 개인전 20km 부문에서 6위를 기록했다. 2008년에는 스웨덴의 외스테르순드에서 열린 세계 선수권 대회에 참가하여 개인전에서 72위, 스프린트에서 80위를 기록했으며, 조인희, 문지희, 박병주와 함께 혼성 경기에도 출전하여 19위를 기록했다. 2009년에는 자국인 대한민국 평창군에서 열린 세계 선수권 대회에 참가하여 개인전 99위, 스프린트 96위를 기록했다. 같은 해에 독일의 오버호프에서 열린 세계 하계 바이애슬론 선수권 대회에 참가하여 스프린트 19위, 추적 40위, 개인전 40위를 기록했다.
2010년에는 캐나다 밴쿠버에서 열린 동계 올림픽에 대한민국 국가대표로 참가하여 10km 스프린트 부문에서 65위, 20km 개인전에서 71위를 기록하였다. 같은 해에 폴란드의 두슈니키즈드루이에서 열린 세계 하계 바이애슬론 선수권 대회에서는 추적 부분 22위, 스프린트 부문 27위를 기록했다. 이듬 해인 2011년에는 카자흐스탄의 알마티와 아스타나에서 열린 동계 아시안 게임에 대한민국 국가대표로 참가하였으며 10km 스프린트에서 7위, 20km 개인전에서 5위를 기록했고, 12.5km 부문에서는 기권했다. 이후 슬로바키아의 수도 브라티슬라바의 노베메스토에서 열린 세계 하계 선수권 대회에 참가하여 스프린트 부문에서 29위에 올랐다. 2012년에는 평창에서 열린 아시아 선수권 대회에 대한민국 국가대표로 참가하여 김선수, 문지희, 전재억과 함께 참가한 혼성 경기에서 카자흐스탄과 일본을 누르고 금메달을 획득했다. 독일 루폴딩에서 열린 세계 선수권 대회에도 대한민국 국가대표로 참가하였으며, 개인전에서 76위, 스프린트 108위를 기록했다. 이듬 해인 2013년 체코의 노베메스토나모라베에서 열린 세계 선수권 대회에도 참가하여 개인전 72위, 스프린트 111위를 기록했다. 소치에서 열린 2014년 동계 올림픽에도 대한민국 국가대표로 발탁되어 두번째 올림픽에 참가하였으며, 10km 스프린트 부문에서 81위, 20km 개인전에서 72위를 기록하였다.